# Karnes City
Karnes City település az Amerikai Egyesült Államok Texas államában, Karnes megyében, melynek megyeszékhelye is. Lakosainak száma 3111 fő (2020. április 1.).

## Népesség
A település népességének változása:

| 2010 | 3 042 |
| 2020 | 3 111 |